# Дорог
Дорог (мађ. Dorog) град је у Мађарској. Дорог је један од важнијих градова у оквиру жупаније Комаром-Естергом.
Дорог је имао 12.262 становника према подацима из 2009. године.

## Географија
Град Дорог се налази у северном делу Мађарске, близу границе са Словачком (Дунав) - 10 км северно. Од престонице Будимпеште град је удаљен око 40 km северозападно. Град се налази у северном делу Панонске низије, близу источне обале Дунава и у подгорини побрђа Пилиш. Надморска висина града је око 150 m.

## Становништво
По процени из 2017. у граду је живело 11.749 становника.
| 1990.  | 2001.  | 2011.  | 2017.  |
| ------ | ------ | ------ | ------ |
| 12.798 | 12.609 | 12.199 | 11.749 |

Становништво Дорога је махом етнички мађарско (95%), али са и данас присутном немачком мањином (4%). Немци су још почетком 20. века били претежно становништво насеља, али су се током века у великом броју иселили у матицу.

## Галерија
- Главни трг у Дорогу
- Протестантска црква
- Здање општине
- Нови део града